# Tersilochus rossicus
Tersilochus rossicus là một loài tò vò trong họ Ichneumonidae.